# Hrabia Richmond
Hrabiowie Richmond 1. kreacji (parostwo Anglii)
- 1136–1146: Alan Bretoński, 1. hrabia Richmond
- 1146–1171: Conan IV Młodszy, książę Bretanii
- 1171–1201: Konstancja Bretońska
- 1201–1203: Artur z Bretanii

Hrabiowie Richmond 2. kreacji (parostwo Anglii)
- 1219–1235: Piotr de Braine, 1. hrabia Richmond

Hrabiowie Richmond 3. kreacji (parostwo Anglii)
- 1241–1268: Piotr Sabaudzki, 1. hrabia Richmond

Hrabiowie Richmond 4. kreacji (parostwo Anglii)
- 1268–1268: Jan I Rudy, książę Bretanii
- 1268–1305: Jan II Bretoński

Hrabiowie Richmond 5. kreacji (parostwo Anglii)
- 1306–1334: Jan Bretoński, 1. hrabia Richmond
- 1334–1341: Jan III Dobry, książę Bretanii

Hrabiowie Richmond 6. kreacji (parostwo Anglii)
- 1341–1342: Jan de Montfort, 1. hrabia Richmond

Hrabiowie Richmond 7. kreacji (parostwo Anglii)
- 1342–1372: Jan z Gandawy, 1. hrabia Richmond

Hrabiowie Richmond 8. kreacji (parostwo Anglii)
- 1372–1399: Jan V Zdobywca, książę Bretanii

Hrabiowie Richmond 9. kreacji (parostwo Anglii)
- 1414–1435: Jan Lancaster, 1. książę Bedford

Hrabiowie Richmond 10. kreacji (parostwo Anglii)
- 1452–1456: Edmund Tudor, 1. hrabia Richmond
- 1457–1485: Henryk Tudor, 2. hrabia Richmond

Hrabiowie Richmond 11. kreacji (parostwo Anglii)
- 1613–1624: Ludovic Stewart, 2. książę Lennox, od 1623 r. książę Richmond